# The Dark Side of the Sun (película)
The Dark Side of the Sun es una película estadounidense-yugoslava de 1988 protagonizada por Brad Pitt sobre un joven en búsqueda de una cura para una enfermedad de piel. Es dirigida por Bozidar Nikolić.
Las imágenes de la película fueron filmadas en 1988 pero debido al estallido de la Guerra Croata de Independencia (que comenzó en 1991) tuvo que ser abandonada y muchas de las imágenes se perdieron.
Se estrenó finalmente en 1998. La película fue presentada más tarde en un episodio de Cinema Insomnia.

## Argumento
Rick es un joven estadounidense que padece una rara enfermedad de la piel que le impide exponerse a cualquier tipo de luz, especialmente la luz solar. Después de haber intentado varias curas sin éxito, su padre lo lleva a una aldea en Yugoslavia donde conocen a un sanador, que se supone debe salvarlo. Pero el tratamiento no funciona y Rick decide olvidarse de su enfermedad y disfrutar de la vida, sintiendo el sol sobre su piel por primera vez. En el corto tiempo que le queda, una joven actriz estadounidense entra en su vida.

## Elenco
- Brad Pitt ...  Rick.
- Guy Boyd ...  Padre.
- Cheryl Pollak ...  Frances.
- Constantin Nitchoff.
- Milena Dravić ...  Madre.
- Gorica Popović ...  Nina.
- Sonja Savić.
- Nikola Jovanović.
- Boro Begović.
- Milan Sretenović  (como Milan Sretenović-Globus).
- Andjelo Arandjelović  (como Angelo Arangelović).
- Sreten Mitrović.
- Stole Aranđelović ...  Vidar (el sanador) (como Stole Arangelović).
- Ras Rastoder.
- Vladan Banović.
- Milorad Novaković.
- Pedja Rolović.
- Vanja Vasić.
- Tatjana Vadnjal.
- Tanja Petrić.